# Dixit Dominus (Scarlatti, I)

Le premier Dixit Dominus d'Alessandro Scarlatti est une œuvre sacrée, généralement jouée au cours des vêpres les jours de fêtes, parmi les six composées sur le Psaume 109, dans la période de maturité du compositeur napolitain. L'effectif nécessite cinq solistes (SSATB), un chœur à cinq voix, trompette, cordes et le continuo. Il est composé entre 1720 et 1721, dans la période de maturité du compositeur,.

## Structure
- Dixit Dominus, (SSA, chœur, trompette, cordes), Allegro à 
 en ré majeur
- Juravit Dominus, (T, chœur, cordes), Adagio à 
 en ut majeur
- Dominus a dextris tuis, (S, chœur, cordes), Allegro à 
 en si mineur
- De torrente in via bibet, (B et cordes), Adagio à 
 en fa mineur
- Gloria Patri et Filio, (SSATB, trompette, cordes), Grave à 
 en ré majeur
- Sicut erat, (SSATB, trompette, cordes), Allegro à 
 en ré majeur.

## Manuscrits
- D-MÜp, Hs. 3892 (1721)
- I-Rc, Ms. 2564 (1720/1721)
- I-Rcns, Cart. 16 / Nr. 67 (1721)

## Discographie
- Dixit Dominus [I] -